# Schlemabach
Der Schlemabach, auch kurz Schlema oder Knappschaftsbach, ist ein etwa 10 km langer, linker Nebenfluss der Zwickauer Mulde im sächsischen Erzgebirge.

## Geografie

### Verlauf

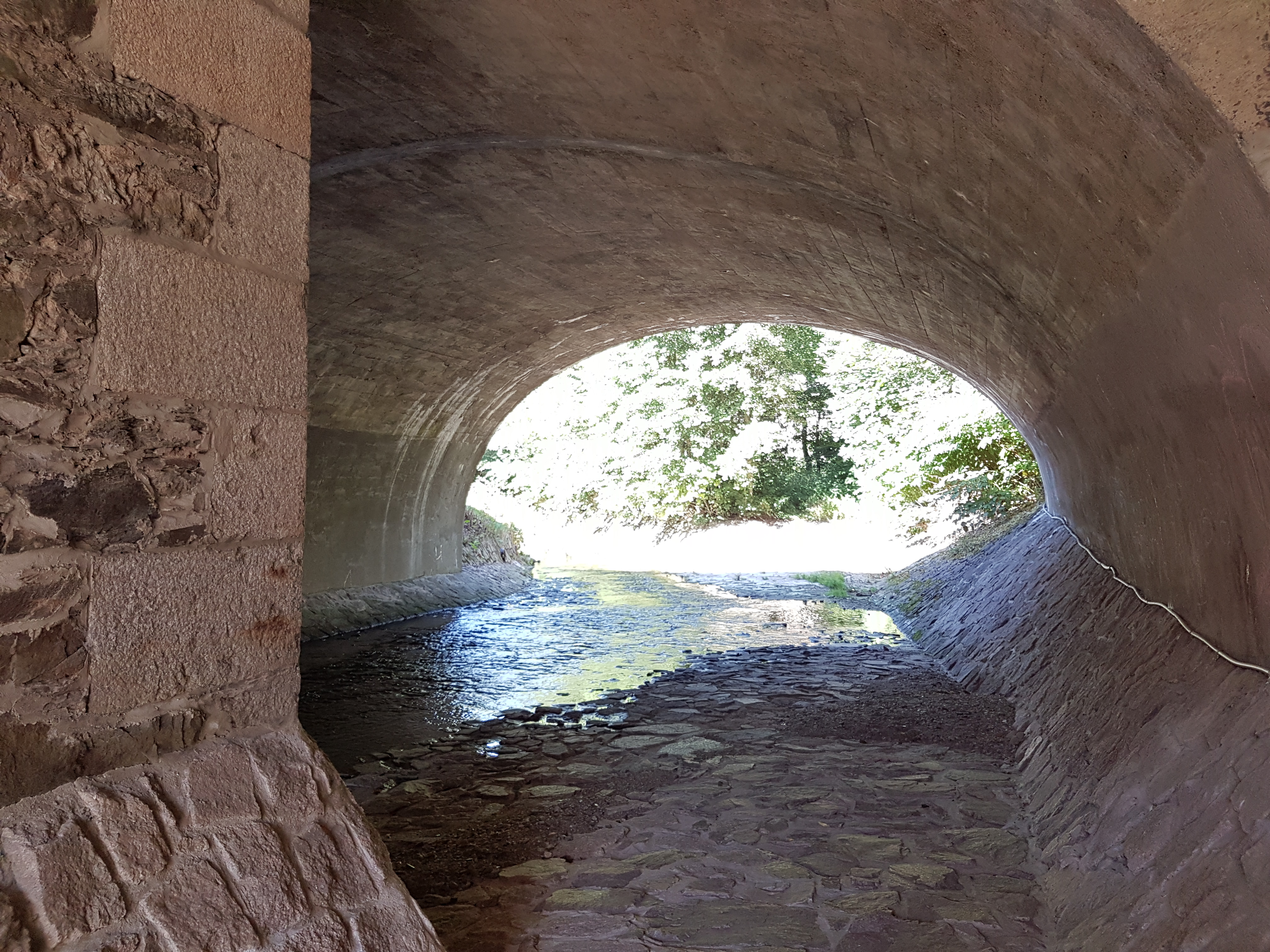
Kurz vor der Mündung in die Zwickauer Mulde unterquert der Bach die Eisenbahnstrecke in einem ausgemauerten Bett.

Der Bach entspringt im westlichen Teil der Gemarkung Griesbach und fließt nach Süden Richtung Lindenau, wo er den Lindenauer Bach aufnimmt. Hier wendet er sich Richtung Osten, durchfließt den Meierteich und den Neuen Teich, der wegen des Siebenschlehener Pochwerks auch Pochwerk(s)teich genannt wird. Dann umläuft er parallel zur B 169 Schneeberg im Süden und durchquert anschließend die Bad Schlemaer Ortsteile Ober- und Niederschlema. Etwa 100 m nordöstlich des Bahnhofs Bad Schlema mündet der Bach in die Zwickauer Mulde, nachdem er noch wenige Meter vorher die Grubenwässer des Markus-Semmler-Stollns aufgenommen hat.

### Zuflüsse
- Lindenauer Bach (rechts)
- Griesbach (links)
- Abfluss Fürstenstolln
- Silberbach (links)
- Markus-Semmler-Stolln (links)

## Besonderheiten

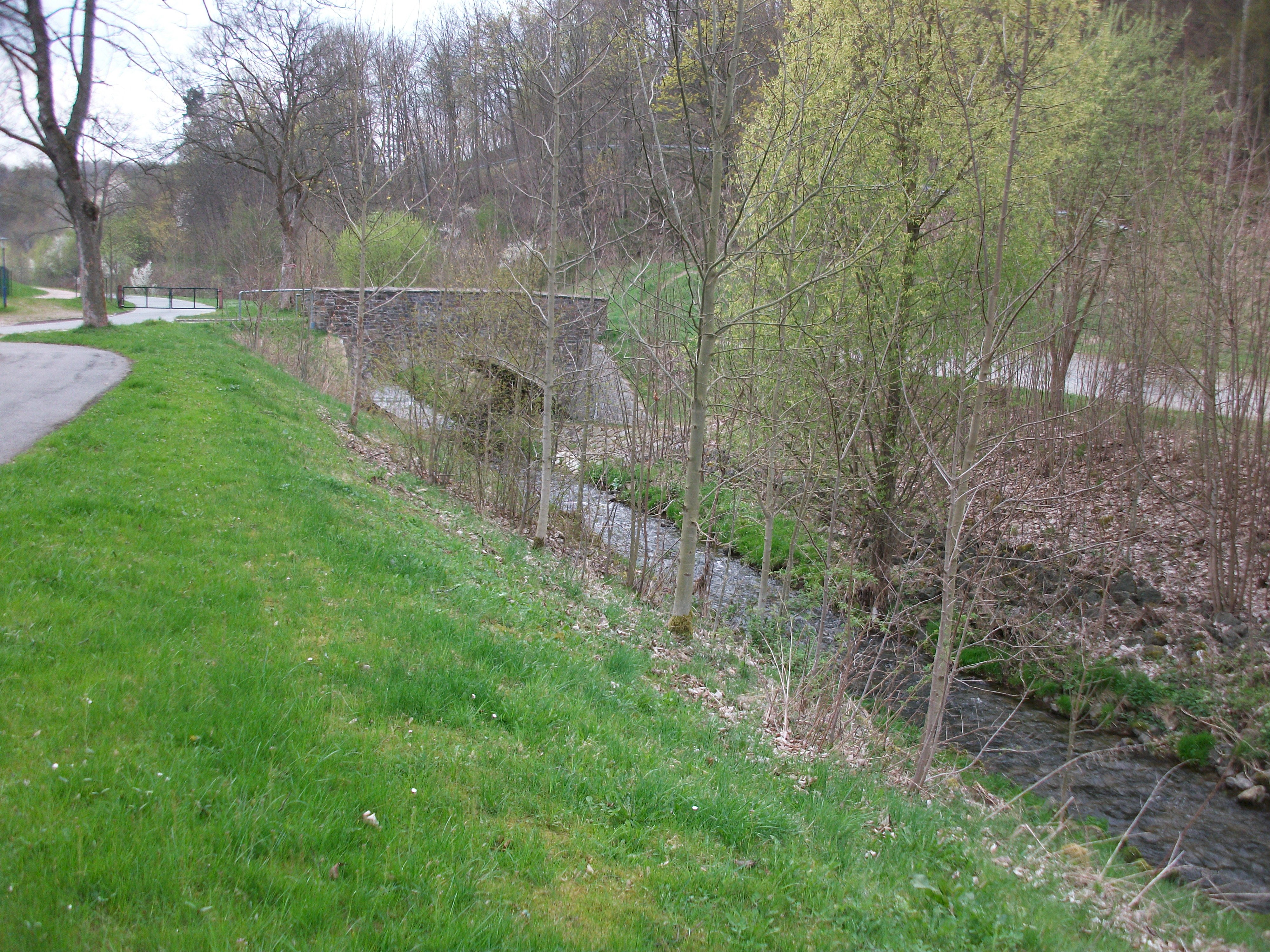
Schlemabach beim Kurpark in Oberschlema (2017)

Der nach 1946 einsetzende, im Gebiet des Radiumbades Oberschlema raubbauartige Uranbergbau, der teilweise bis in die Keller der Wohngebäude reichte, führte zu großräumigen Senkungserscheinungen und schließlich zum Abreißen des Ortskerns. Auch der Schlemabach war betroffen, der sich mehrfach in die Grubenbaue ergoss und den Bergbau fast zum Erliegen brachte. Streckenweise wurde er deshalb in hölzernen Vorflutern geführt. Ab 1952 wurde der Bach dann in den Süden des Deformationsgebietes verlegt und teilweise verrohrt. Die Länge der im Volksmund „Millionenbach“ genannten Umverlegung betrug etwa 3 km. Er ging südlich von Schneeberg ab, war erst als Hanggraben parallel zur B 169 ausgeführt, lief teilweise parallel zu Markus-Semmler- und Richard-Friedrich-Straße, kreuzte dann den Floßgraben, nahm diesen auf und wurde schließlich hinter dem Deformationsgebiet kaskadenartig wieder in sein altes Bachbett geführt. Auch nach 1959 wurden die Fluter zur Wasserhaltung der Gruben weiter betrieben. So wurden in den Jahren 1965 bis 1989 jährlich im Durchschnitt etwa 7,5 Millionen m³ Wasser gefördert, die entweder dem Wasserwerk Gleesberg zugeführt oder in den Schlemabachfluter geleitet wurden. Infolge der immer noch andauernden Senkungserscheinungen mussten diese immer wieder repariert werden.
Bereits in den 1990er Jahren war der Schlemabach Gegenstand von Renaturierungsmaßnahmen. Während des Hochwassers 2002 brach in Schneeberg im Bereich der Auer Straße der Hanggraben und führte zu einer Überflutung der B 169, die zwei Wochen nicht befahren werden konnte. Der Schaden betrug alleine hier 4 Millionen Euro. Nachfolgend wurde der Bach komplett wieder in sein altes Tal verlegt. Wasserdichte Unterbaue verhindern einen Abfluss in die Grubenbaue.